# لينارت ليند (منافس ألعاب قوى)
لينارت ليند (بالسويدية: Lennart Lind)‏ هو منافس ألعاب قوى سويدي، ولد في 1930 في Klippan, Scania ‏ في السويد.

## وصلات خارجية
- لينارت ليند على موقع أوليمبيديا (الإنجليزية)
- لينارت ليند على موقع اللجنة الأولمبية السويدية (السويدية)